# Fuglebjerg-Tystrup-Haldagerlille Sogn
Fuglebjerg-Tystrup-Haldagerlille Sogn er et sogn i Næstved Provsti (Roskilde Stift). I Fuglebjerg-Tystrup-Haldagerlille Sogn ligger Fuglebjerg Kirke, Tystrup Kirke og Haldagerlille Kirke.
Sognet blev dannet 29. november 2020 ved en sammenlægning af Fuglebjerg Sogn, Tystrup Sogn og Haldagerlille Sogn
- Fuglebjerg Kirke
- Tystrup Kirke
- Haldagerlille Kirke